# 新北氣象站
新北氣象站位於臺灣新北市新店區安坑，是交通部中央氣象署轄下的二等氣象站，在交通部中央氣象署新北園區與氣象儀器檢校中心合署辦公。
其前身為1972年啟用的臺北氣象站板橋站區（又稱板橋氣象站），擁有北臺灣唯一的無線電氣象探空任務，但因應附近觀測環境改變，板橋站區於2023年1月搬遷至氣象儀器檢校中心用地，並更名為新北氣象站（又稱臺北氣象站新北站區）。同年9月15日，新北氣象站因組織改造正式升格為二等氣象站。

## 沿革
1960年中央氣象局為促進臺灣航海航空安全，除了在澎湖東吉島設立東吉島氣象站外，擇定於臺北地區設置高空氣象觀測設備，而當時臺北市區都市發展迅速，考量若於氣象局本部施放高空探測儀障礙甚多，且原使用之探空系統僅能探測氣壓、氣溫、濕度3項要素，風向、風速須另以測風經緯儀配合之，而其接收機之天線部分亦須以人工操作極為不便。因此擇定於當時的臺北縣板橋鎮（今新北市板橋區）大觀路265巷購買1,500坪土地作為高空探測系統設置點，稱為中央氣象局高空探測站。
1971年7月高空探測站動工興建，並於1972年2月26日竣工，3月1日完成新式自動追蹤探空儀器安裝工作正式啟用，每天2次施放直徑約2公尺的白色汽球綁著探空儀，升空蒐集氣壓、風向等資料，藉此判斷北部地區的降雨機率。
2002年1月起因應中央氣象局人力配置調整，原僅有高空探測業務的板橋站區增設地面氣象觀測業務，因此板橋站區除原有探空站的編碼46692外，再增設地面氣象觀測的編碼46688。
2013年起浮洲合宜住宅動工興建，共計37棟樓高21~24層樓物住宅於2016年陸續完成，站區東側對風向、風速、能見度參考點，及日照等氣象觀測影響甚大，對高空觀測的無線電接收，亦會造成屏蔽作用。加上2014年7月因應新北市「浮洲都市更新計畫」進入通盤檢討階段，及周圍高樓林立，整體觀測環境已與建站之初有極大差異，不適合進行氣象觀測作業。
經中央氣象局與新北市政府合作，擇定新北市新店區安康段基地、氣象儀器檢校中心用地，規劃改建為「臺北氣象站（板橋站區）及氣象儀器檢校中心合署辦公廳舍」，舊有板橋站區土地劃為國有財產署的機關用地，板橋站區搬遷後移撥新北市政府做為新建消防局及警察局使用。2019年9月12日工程動工興建，新北氣象站於2023年1月3日上午11:00開始地面觀測，原板橋站區附近的大觀國中另設自動站，1月17日新廳舍正式啟用並正名「交通部中央氣象局新北園區」。

## 建築結構
原臺北氣象站板橋站區占地1,500坪，大門右側1棟3層「國」字型白色建築物為辦公廳舍所在，屋頂架有風向風速計鐵塔。
氣象局新北園區於2019年9月12日動工、2023年1月17日啟用，規劃3棟建築，並融入周邊環境景色，採三棟建築以水平曲線作為視覺銜接效果，並以透光玻璃增加輕量感。三棟建築配置上A、B兩棟地上2層建物作為新北氣象站與氣象儀器檢校中心辦公廳舍，C棟為地上1層、地下1層風洞實驗室，並且地下深度達8公尺。新北園區經費由內政部營建署編列預算新臺幣1億5,925萬元土木工程，及儀器設備費6,425萬元，新北市政府新建工程處辦理施工，由財團法人工業技術研究院提供新式觀測儀器，提升氣象測報準確性。

## 編制
新北氣象站依據中央氣象署二等氣象測報機構，配置有主任1人、職員5人，作業方式採14小時輪班。

## 觀測項目

### 地面氣象觀測
新北氣象站設有地面氣象自動測報系統，每日定時實施氣壓、氣溫、風向、風速、濕度、雲、天氣現象、降水、日射、日照、能見度、蒸發量等氣象要素觀測，其中除了雲、天氣現象與蒸發量為人工觀測外，其餘項目均採自動化觀測。

### 高空氣象觀測
每日施作兩次高空觀測業務（颱風警報發布時增為4次，或視特定需求增加觀測次數）觀測項目包含高空各層之氣象要素：氣壓、溫度、濕度、以及風向與風速，經由自動化處理，繪製P-T圖及高空風圖，並立即編輯高空氣象電碼。

## 外部連結
- 交通部中央氣象署 臺北氣象站 （页面存档备份，存于）
- 新北測站觀測資料 （页面存档备份，存于）
- 板橋測站觀測資料 （页面存档备份，存于）